# Зенит (деловой центр)
Деловой центр «Зени́т» — реконструируемый учебно-деловой комплекс в районе Тропарёво-Никулино на юго-западе Москвы (проспект Вернадского) общей площадью в 100 тыс. м².
Изначально замышлялся как учебно-деловой корпус при Академии народного хозяйства, затем — как крупнейший деловой центр в столице, включающий в себя пятизвёздочную гостиницу. 40 000 м² отводилось на офисные помещения, 40 000 м² — на гостиничный комплекс, 3500 м² — на торговые, 2500 м² на многофункциональный конференц-зал и 14 000 м² на подземную стоянку. На 19-м этаже планировалось построить панорамный ресторан.
Здание почти полностью собрано из металла, из бетона выполнены только ядра жёсткости. По первоначальному проекту, облицовка должна была быть полностью выполнена из синих зеркальных стёкол.

## История строительства

### Проектирование
Идею построить такое здание для Академии народного хозяйства подал её ректор — академик Абел Аганбегян, который видел аналогичный проект в Болонье у Лучано Перини в его конкурсном макете бизнес-центра из стеклянных кристаллов. В СССР проект реализовывать было поручено модернисту Якову Белопольскому, который вместе с Николаем Лютомским изменил концепцию с евромодернистской на супрематическую, визуально «смяв и поломав кристаллы». Белопольский пошёл на такие изменения потому, что ему было не интересно воплощать от и до задумку другого архитектора (Перини). Лютомский изначально предлагал меньший по высоте проект, так как на территории строительства планировались также гостиница и школа, однако Аганбегян хотел построить высокое здание с 28 этажами, но из-за близости аэропорта «Внуково» проект тогда не был утвержден и было разрешено строить 19 этажей, плюс три технических. Было ещё решено отказаться от тонких шпилей. Проектирование осуществлялось мастерской № 11 проектной организации «Моспроект-1».

### Финансирование
Землю предоставила сама Академия, экономические гарантии — правительство Италии, а не СССР, что по тем временам было неординарно. Гарантом выступила итальянская государственная страховая компания Instituto per i Servizi Assicurativi del Commercio Estro (SACE). Для финансирования строительства Совмин СССР в 1990 году разрешил взять кредит в размере 102 млн ЭКЮ у консорциума европейских банков во главе с итальянским банком «Banca Popolare di Novara» до 1994 года, ещё 18 млн ЭКЮ по кредитному соглашению должна была вложить Академия народного хозяйства. Отдавать кредит планировалось непосредственно заработанными на эксплуатации объекта средствами. Ещё для обслуживания будущего центра Аганбегян основал собственную кредитную организацию — банк «Зенит», названный в честь объекта. Возглавить этот проект он предложил своему соседу по дому Алексею Соколову, работавшему на тот момент заместителем председателя Альфа-банка.

### Возведение
По одному из условий кредитования, здание должно было быть сделано в Италии, поэтому металлический каркас проектировали на компьютерах в Москве, производили на прецизионных станках в Италии и собирали в Москве. Изначально планировалось завершить строительство в 1994 году.

## Возникшие проблемы

### Проблемы собственности
В 1993 году от АНХ отделилась возглавляемая всё тем же Абелом Аганбегяном «Высшая школа международного бизнеса», на баланс которой были переданы некоторые здания АНХ, в том числе и недостроенный комплекс «Зенит». В 1994 году ВШМБ была приватизирована и стала открытым акционерным обществом: 51 % акции оказался у коллектива АНХ, 25 % + 1 акция — у Департамента городского имущества города Москвы, 24 %, которые планировалось выставить на инвестконкурс, оказались нераспределёнными. К концу 1999 года около 15 % акций, принадлежавших АНХ, были куплены по поручению её руководства фирмой ЗАО «Реал» (Россия) и инвестиционной компанией SGI (Великобритания). После этой сделки выяснилось, что на здание стало претендовать государство. В 1999 году проектом заинтересовалась Счётная палата РФ, по результатам проверки которой в 1999 году Прокуратура Москвы возбудила уголовное дело против Аганбегяна, которого обвиняли в «злоупотреблении служебными полномочиями» и «незаконном участии в предпринимательской деятельности». Министерство финансов РФ предъявило к АНХ иск о взыскании 37,3 млн евро, также последовали проверки со стороны Министерства экономического развития и торговли РФ и Генеральной прокуратуры РФ. Осенью 2000 года прокуратура Западного округа Москвы приостановила дело поскольку обвинения не подтвердились.
В 2006 году «Внешэкономбанк», погасивший долги перед итальянскими кредиторами, и Росимущество подали иск в арбитражный суд Москвы с требованием передать все права на «Зенит» государству, так как приватизация была произведена незаконно. Оказалось, что юридически комплекса не существовало, и объект был зарегистрирован только 24 января 2007 года, после чего его сразу же признали федеральной собственностью.

### Проблемы финансирования
Генеральный подрядчик — компания Valani International, занимавшаяся возведением высотки, в марте 1995 году исчезла с места строительства, так как главный субподрядчик — компания Bolonia Grupp до этого в рамках операции «Чистые руки» была уличена в даче взяток крупным чиновникам, отвечающим за распределение заказов. Всё руководство фирмы оказалось арестовано, а её счета заморозили. К этому было времени потрачено на строительство около 92 млн ЭКЮ. В 1995—1999 годах академик А. Аганбегян вёл переговоры для продления кредитного соглашения и выделения нового кредита в размере 24 млн ЭКЮ, однако итальянское правительство на этот раз требовало гарантии российского правительства, и в конце концов переговоры зашли в тупик из-за частых смен российских премьеров и экономического кризиса 1998 года.
В 2006 году долг России в 208 млн евро перед Италией в рамках правил Парижского клуба погасил «Внешэкономбанк».

## Текущее состояние объекта
Когда в 1995 году строительство было заморожено, проект был готов на 80—85 %. В частности, был готов 10-этажный атриум с панорамными лифтами и эскалаторами. Были установлены ванны и выполнена облицовка мраморными плитами в номерах, выполнены работы по монтажу электросетей, системы кондиционирования. Бассейн и концертный зал почти были готовы к эксплуатации.

### Разрушения
До прекращения работ строители в некоторых местах не успели покрыть силиконом резиновые прокладки между стеклопакетами, из-за чего зимой тающий снег, проникая в щели, стал разрушать резину. Но главная проблема была в том, что здание зимой не отапливалось, а из-за конструктивной особенности все водостоки были внутренние и талая вода, замерзая ночью, разрывала трубы, а днём выливалась на этажи. На огороженной территории также оставлена ржавеющая строительная автотехника.
| - Крыша с забытыми подъёмниками и разбитые окна - Вид изнутри - Вид изнутри 2 - Разрушенный эскалатор |

### Вандализм
После отъезда строителей осталось множество двухэтажных бытовок, которые были самовольно захвачены, после чего бытовки пришлось снести. Завезённые отделочные материалы для внутренней части здания были со временем разворованы. Оставленный подъёмный кран величиной выше самого здания был облюбован бейсджамперами, после чего его тоже пришлось демонтировать.
Недостроенный деловой центр «Зенит» считался самым знаменитым «долгостроем» Москвы (№ 119 в списке федеральных долгостроев). В народе он получил прозвища «синий зуб», «кристалл», «стекляшка» из-за своего необычного для города внешнего вида. Несмотря на то, что территория строительства охраняется и вход на неё посторонним воспрещён, вандалы испортили комплекс как изнутри, так и снаружи.
23 февраля 2008 года в шахту лифта, оступившись, упал двадцатилетний юноша и, не приходя в сознание, скончался в больнице. В тот же день одна девушка провалилась в дыру, в результате чего сломала ногу и повредила позвоночник.
В октябре 2014 года в здании произошёл пожар.
7 ноября 2020 года в здании снова произошёл пожар.

## Дальнейшие перспективы
Сумма, за которую может быть выкуплен комплекс «Зенит», оценивается экспертами в 150—250 млн $, стоимость достройки — в 50 млн $. По оценкам экспертов, здание без дальнейшей реконструкции способно простоять ещё 150 лет.
Правительство России в 2016 году приняло решение о достройке высотки, работы планируется завершить к 2021 году.
В январе 2017 года по результатам торгов была определена компания, которая разработает проект и реконструирует это здание с поэтапным проведением работ до конца 2018 года. Ей стала ООО «Горкапстрой». Специалисты приступили к обследованию, изысканиям и обмерам объекта.
3 августа 2017 года Градостроительно-земельная комиссия города Москвы (ГЗК), возглавляемая мэром Москвы Сергеем Собяниным, согласилась с внесением изменений в правила землепользования и застройки города Москвы (ПЗЗ) для участка, расположенного по адресу: проспект Вернадского, вл. 82, стр. 5, для завершения строительства здания. Согласно Постановлению Правительства РФ от 31 января 2017 года № 112, в течение 2017—2021 годов РАНХиГС из федерального бюджета будет выделена субсидия для реконструкции данного объекта..
В ноябре 2018 года стал известен подрядчик реконструкции: Российская академия народного хозяйства и государственной службы при президенте РФ заключит контракт с ООО «Строительная Компания Техинжстрой». На возобновление работ выделены средства, разработана документация, выдано разрешение на строительство. Реконструкцию планируется выполнить за счёт федерального бюджета до конца 2021 года за 9,8 млрд рублей.
В январе 2019 года началась реконструкция здания. К апрелю строители демонтировали облицовку из стеклянных блоков. Каркас признали годным к эксплуатации, его собираются укрепить. Внешний облик планируют сохранить, восстановив остекление голубыми панелями.
Завершение реставрации планируется к 2025 году.

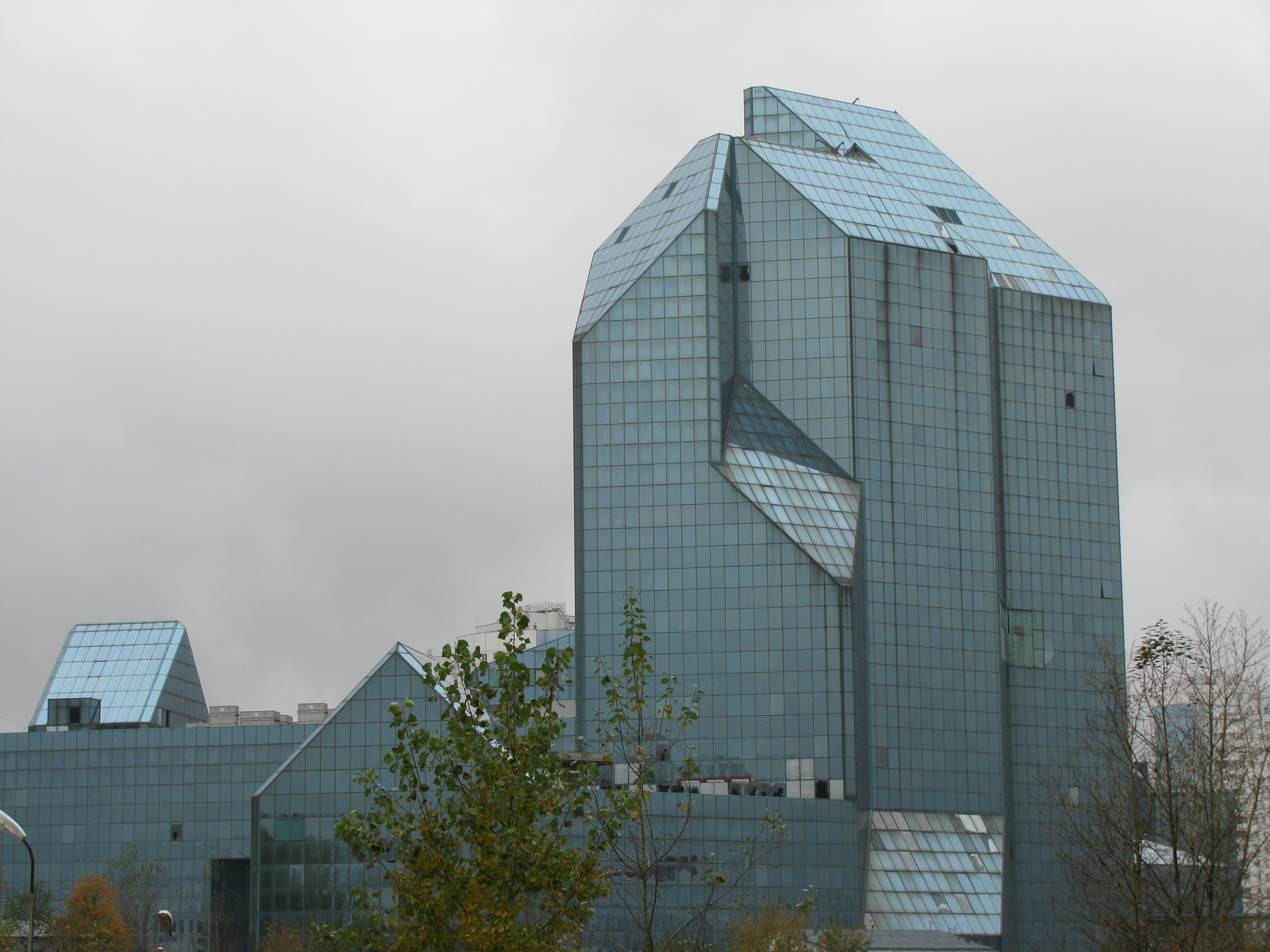
«Зенит» по состоянию на октябрь 2008 года
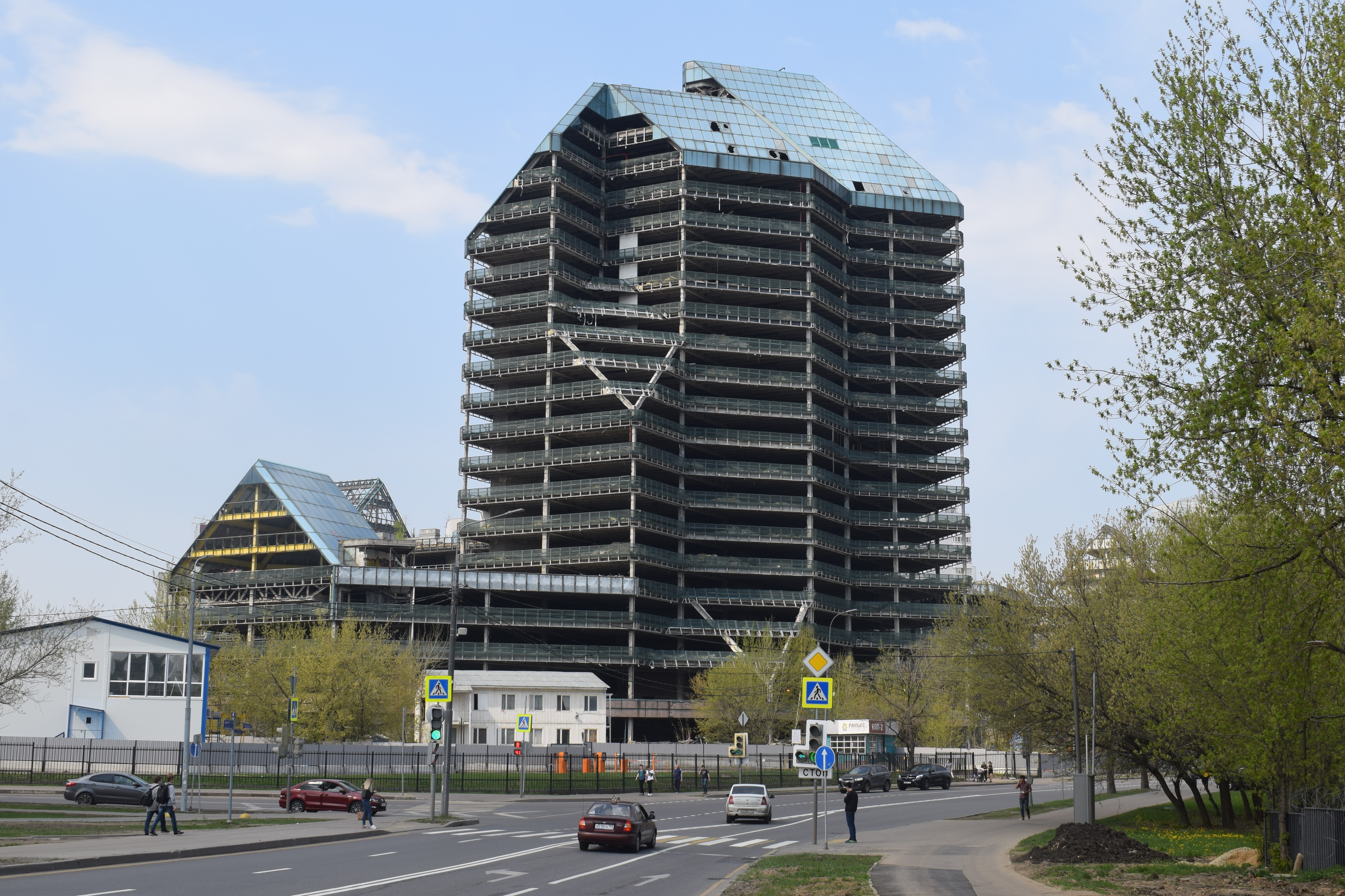
После начала реконструкции, апрель 2019 года
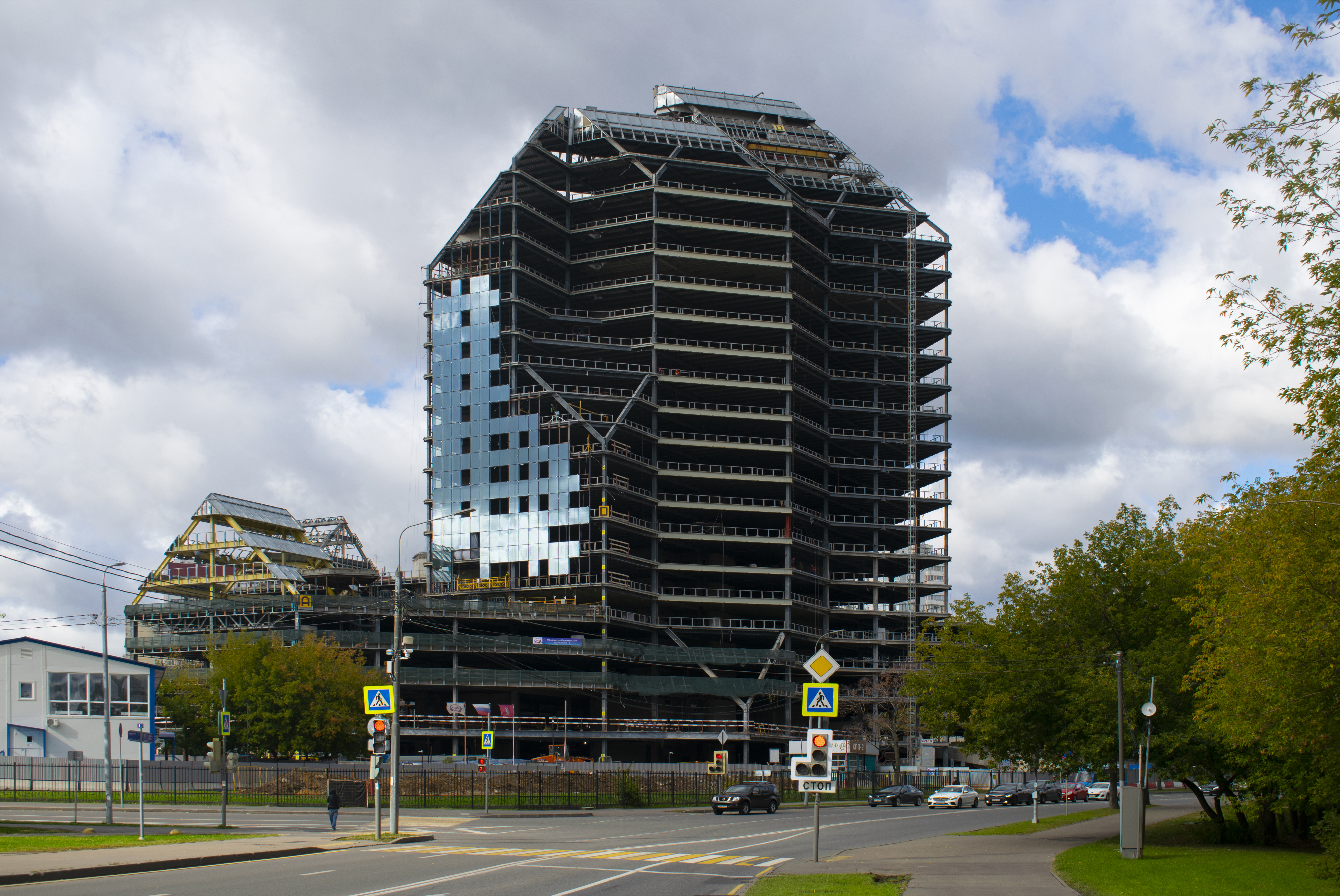
Сентябрь 2020 года
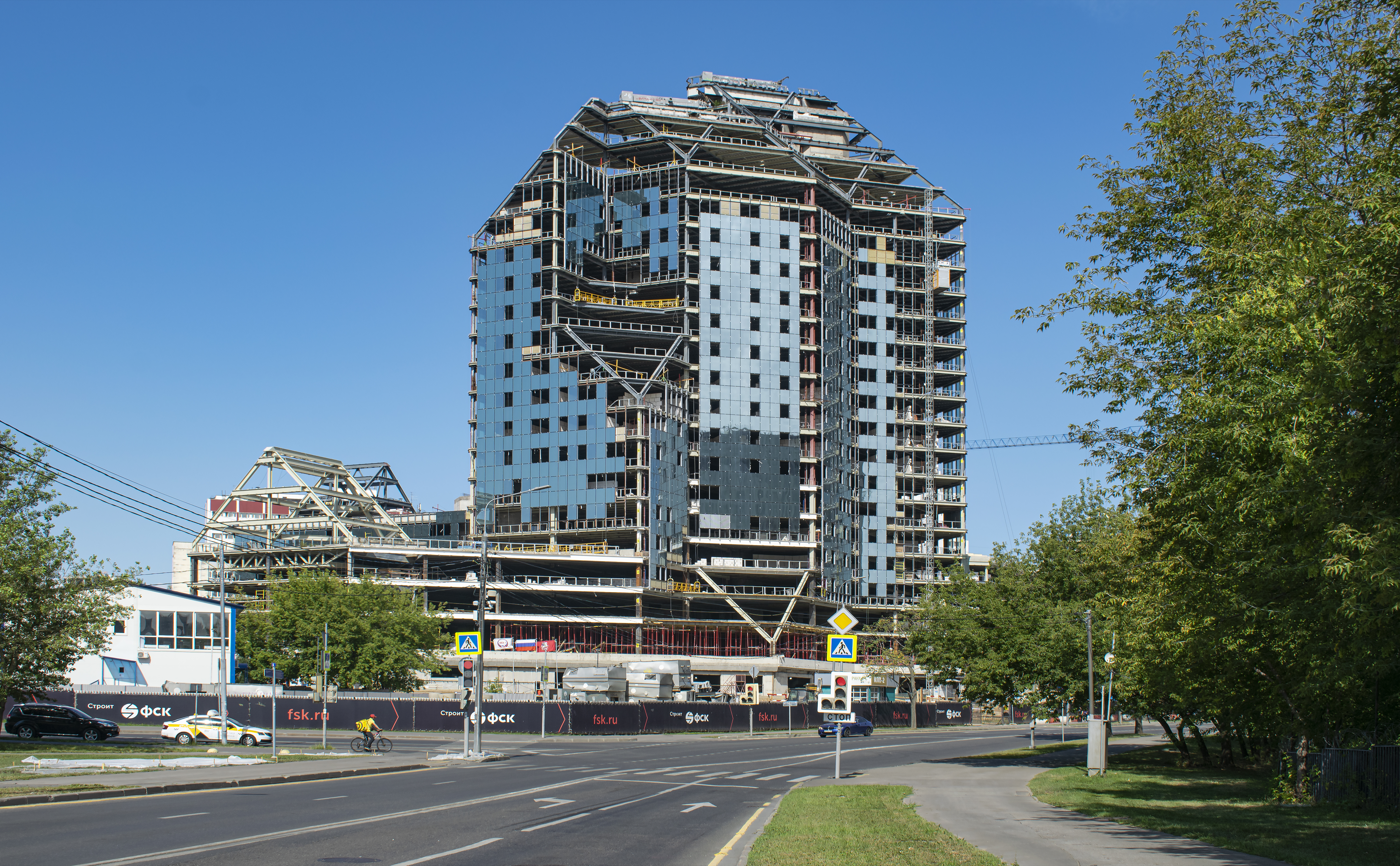
Июль 2021 года

## Галерея

Панорама с крыши
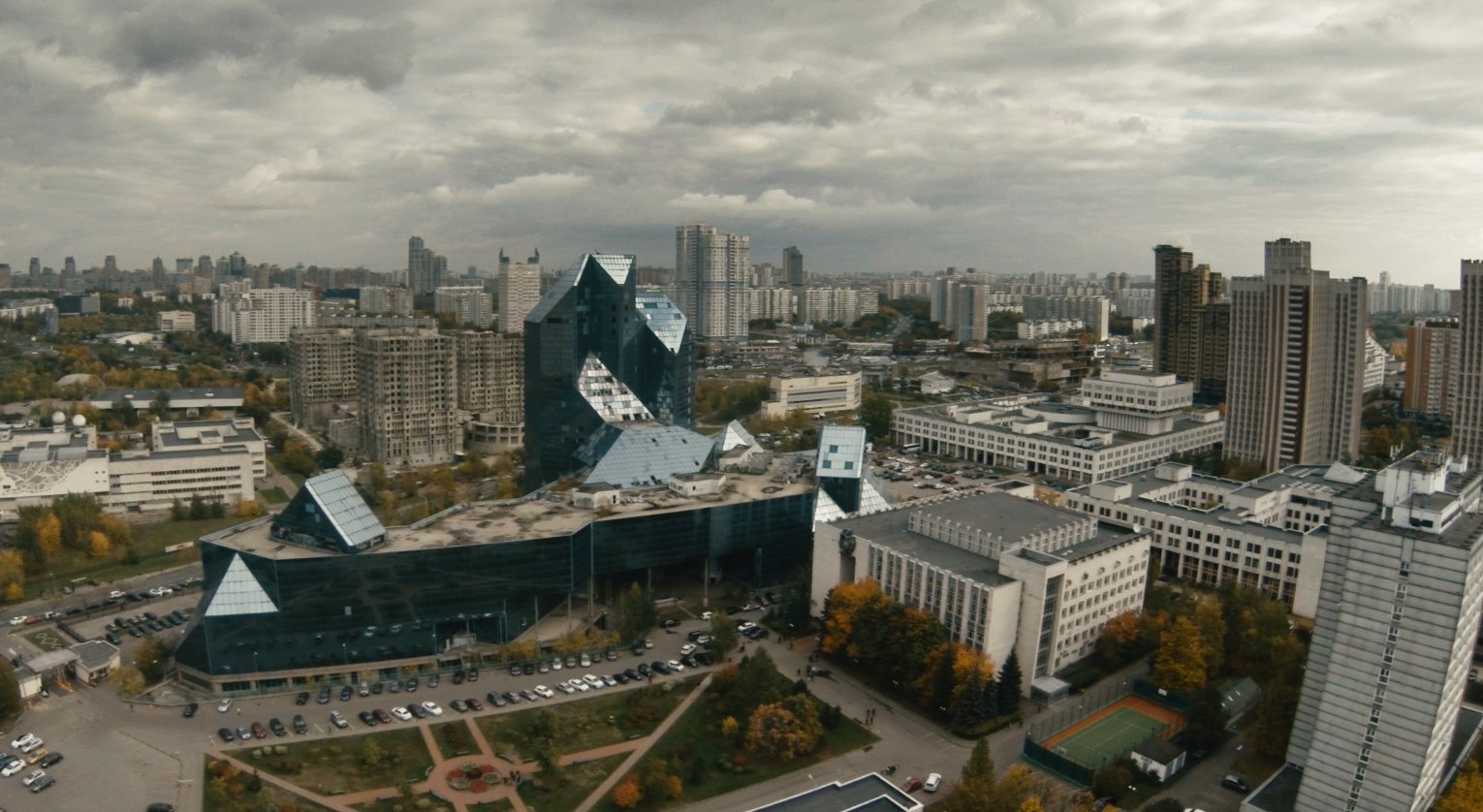
«Зенит» с высоты птичьего полета
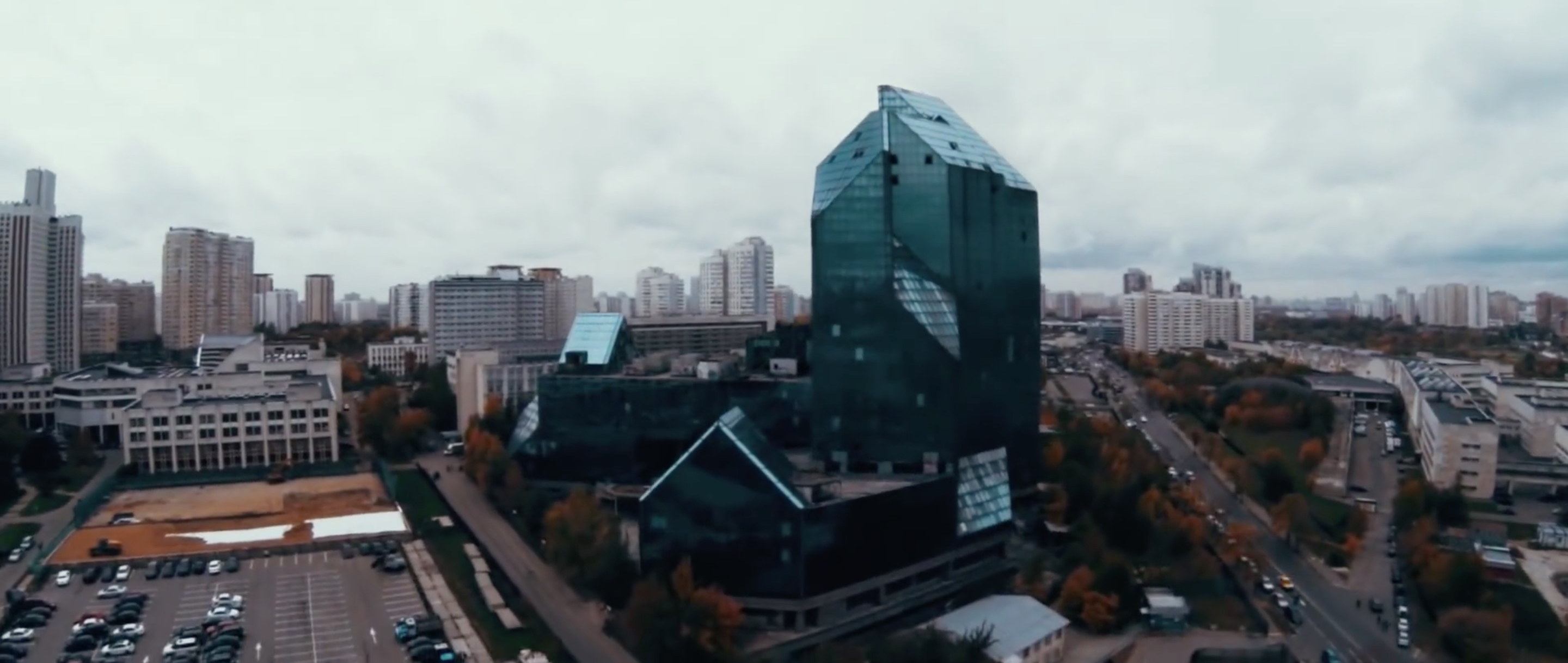
Со стороны метро Юго-Западная
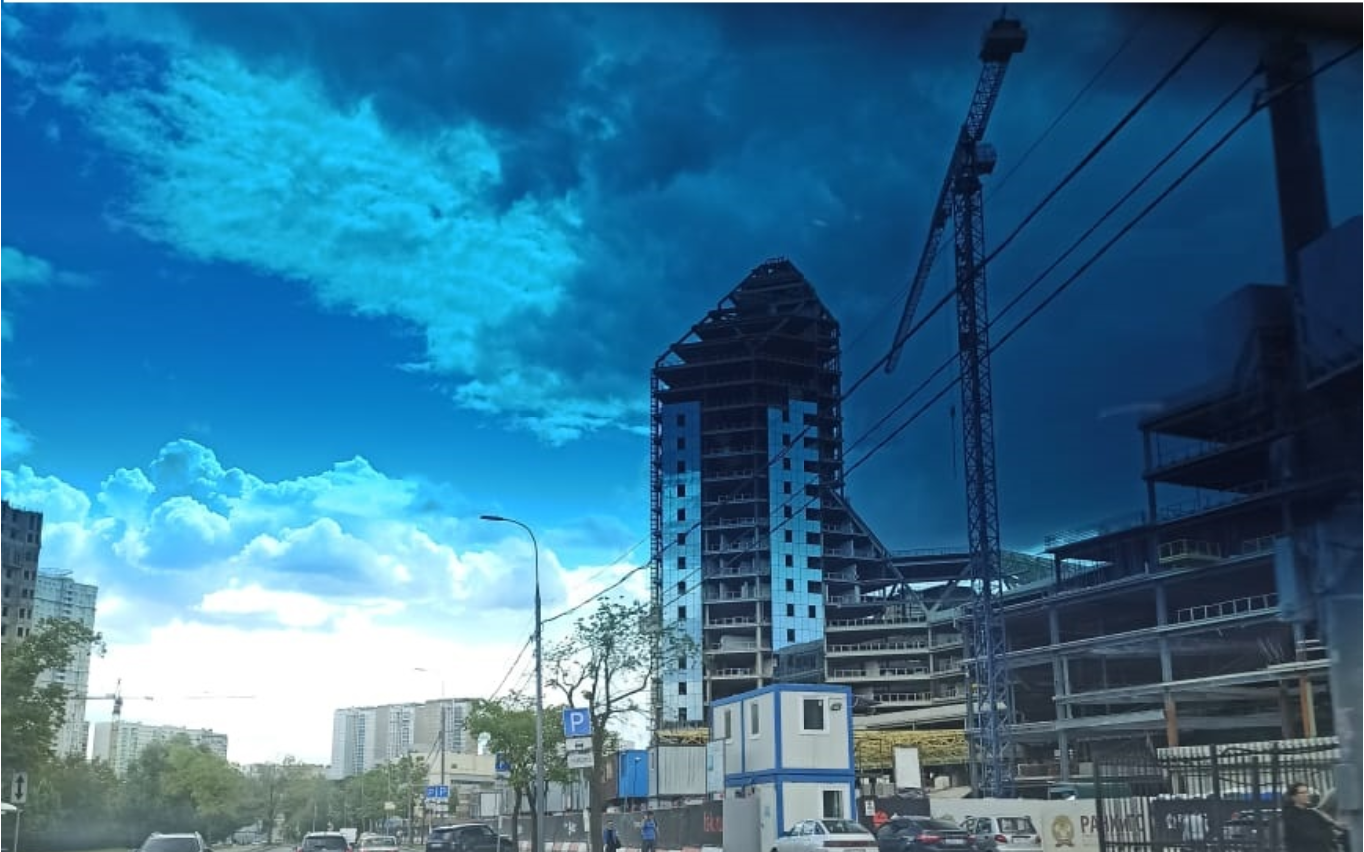
Вид с улицы Коштоянца
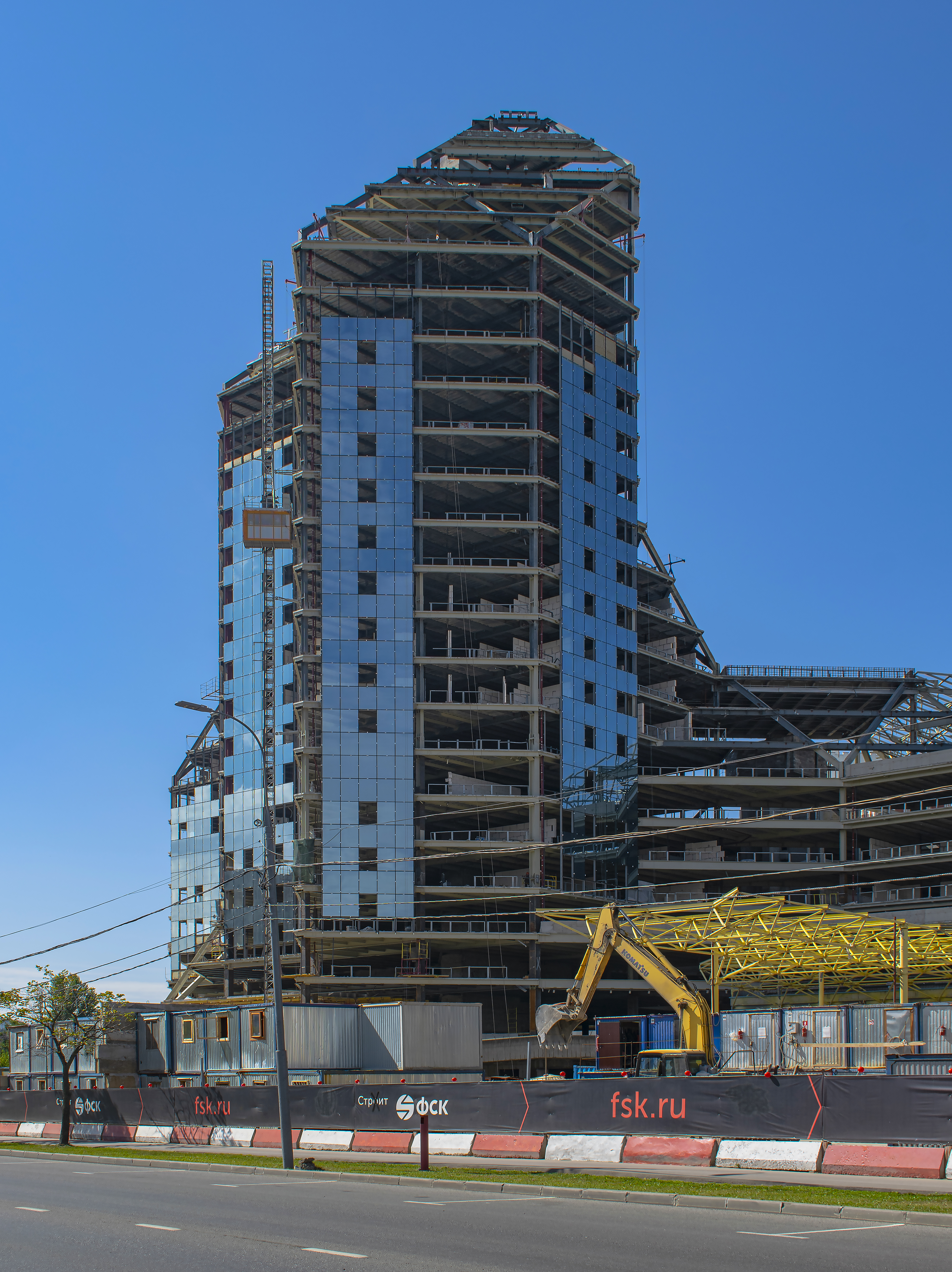
Июль 2021 года

## Похожие сооружения
- «Warner Center» (Лос-Анджелес, США)
- Башня «Санкт-Якоб» возле стадиона «Санкт-Якоб Парк» (Базель, Швейцария)

### Отчёты посетителей
- Галерея в Домике Доцента
- Фотоотчёт участника ЖЖ sd_group
- Фотоотчёт участника ЖЖ favorite_world
- Видео здания